# (688) Мелани
(688) Мелани (нем. Melanie) — астероид главного пояса, который относится к спектральному классу C. Он был открыт 25 августа 1909 года австрийским астрономом Иоганном Пализой в Венской обсерватории. Тиссеранов параметр относительно Юпитера — 3,332.